# Raoul Hernandez
Raoul "El Cid" Hernandez è uno dei personaggi della serie TV statunitense Oz, interpretato da Luis Guzmán.

## Storia del personaggio
El Cid Hernandez è il detenuto numero 98H498, condannato il 10 luglio del 1998 per omicidio di secondo grado a 36 anni di prigione, con possibilità di vigilata non prima di 20.
È il più spietato tra i membri del gruppo dei Latinos, ben disposto a uccidere o brutalizzare chiunque si metta sulla sua strada. Ha passato la maggior parte della propria vita in prigione ed è orgoglioso di essere stato cresciuto dal sistema. Fin dal suo arrivo ha provato un'ostilità nei confronti di Miguel Alvarez a causa del colore della sua pelle.

### Stagione 2
Hernandez arriva a Oz con l'accusa di omicidio e viene messo in Paradiso, con Alvarez come "angelo custode". È rispettato da tutti, soprattutto dall'ex leader dei Latinos Alvarez, ma proprio contro di lui si accanisce perché lo considera "troppo bianco". Per metterlo alla prova, El Cid gli ordina di cavare gli occhi a un AC, tal Eugene Rivera che si comporta in modo molto arrogante contro il capo di El Norte.

### Stagione 3
Con l'arrivo di Carlos Ricardo e il rilascio di Alvarez, El Norte guidato da Hernandez è uno dei clan più potenti nello spaccio di droga. Tuttavia El Cid continua a osteggiare Alvarez e una loro lite viene sedata dall'AC Hughes con lo sfollagente mandando Raoul in infermeria. Hernandez è impegnato poi a tenere a bada Carmen Guerra dal tentativo di scatenare una guerra con gli irlandesi a causa di Ryan O'Reily, di cui ha un gran rispetto. Inoltre si schiera con Simon Adebisi per ottenere il controllo del traffico di droga, aiutandolo a mettere fuori gioco Poeta e Pierce. Ora i Latinos controllano lo spaccio ed Hernandez fa in modo che O'Reily gli consegni la sua droga, venendo poi però perquisito e incastrato. Quando viene interrogato da Glynn, risponde solo ¿Que? lasciando intendere di non voler confessare. Una volta rilasciato ordina l'esecuzione di Alvarez e durante la serrata spia Hughes mentre consegna la pistola ad Adebisi.

### Stagione 4
Conclusa la serrata, Hernandez ordina a più riprese la morte di Alvarez, che riesce sempre a farla franca e alla fine evade grazie ad Agamemnon Busmalis. El Cid lancia la caccia all'uomo nelle strade, ma prima che possa veder morto il suo nemico, viene preso di cattivo occhio da Chucky Pancamo che mette Enrique Morales in condizioni di uccidere Hernandez e prendere il suo posto. Di notte, dopo il trasferimento di Bob Rebadow nell'acquario, Hernandez viene ucciso da quest'ultimo con un colpo al collo e muore dissanguato nel disperato tentativo di vendicarsi.